# RB Leipzig (női csapat)
A RB Leipzig női labdarúgó szakosztályát 2016-ban hozták létre. A német első osztályban szerepel.

## Klubtörténet
A női szakosztály a 2016–17-es regionális bajnokságban kezdte meg működését. A kezdetben tervezett Leipzig FC 07-el való együttes részvétel helyett független csapattal vettek részt a szászországi versenysorozatban, melyben 17 FFV Leipzig, 5 ifjúsági és 1 jénai tartalékjátékos szerepelt a klub első idényében. A bajnoki rajt után a Bischofswerdaer FV 08 tiltakozásul nem lépett pályára a lipcseiek ellen. A szövetség döntésének értelmében pedig megismételt mérkőzéseken, meghatározott számú utánpótlás játékosokkal "kezdhette" újra a bajnoki évadot a piros-fehér alakulat, melyet 23 győzelem és mindössze egy döntetlen mellett nyertek meg, jogot szerezve a harmadosztályú szereplésre a következő szezonra.
Hamar sikerült a beilleszkedés a harmadosztály küzdelmeibe és már az első szezon után az élbolyban biztosítottak helyet maguknak. A fordulat a 2019–20-as kiírásban történt, ekkor ugyanis 14–1–0-ás mutatóval nőttek a mezőny fölé, utat törve a másodosztályba. Két bronzérem után már nem találtak legyőzőre a 2022–23-as pontvadászatban és feljutottak a Frauen-Bundesliga legfelsőbb osztályába.

## Eredmények
- Másodosztályú bajnok (1): 2022–23
- Harmadosztályú bajnok (1): 2019–20
- Sachsenliga bajnok (1): 2016–17

## Játékoskeret
2023. május 10-től
| #  |     | Poszt | Név               |
| -- | --- | ----- | ----------------- |
| 1  | GER | K     | Gina Schüller     |
| 12 | SUI | K     | Elvira Herzog     |
| 25 | GER | K     | Eve Boettcher     |
| 2  | GER | V     | Frederike Kempe   |
| 3  | GER | V     | Johanna Kaiser    |
| 4  | GER | V     | Anika Metzner     |
| 5  | GER | V     | Josefine Schaller |
| 9  | DEN | V     | Louise Ringsing   |
| 20 | GER | V     | Victoria Krug     |
| 22 | GER | V     | Christina Beck    |
| 6  | GER | KP    | Lea Mauly         |

| #  |     | Poszt | Név               |
| -- | --- | ----- | ----------------- |
| 7  | SVN | KP    | Korina Janež      |
| 8  | GER | KP    | Gianna Rackow     |
| 11 | GER | KP    | Barbara Brecht    |
| 16 | GER | KP    | Lea-Sophie Misch  |
| 19 | GER | KP    | Jenny Hipp        |
| 26 | GER | KP    | Luca Graf         |
| 29 | GER | KP    | Larissa Schreiber |
| 21 | GER | CS    | Vanessa Fudalla   |
| 23 | GER | CS    | Kyra Spitzner     |
| 27 | GER | CS    | Marlene Müller    |
| 30 | MNE | CS    | Medina Dešić      |

## Korábbi híres játékosok
| - Anja Mittag - Takahasi Fuko |